# Crepis turcica
Crepis turcica là một loài thực vật có hoa trong họ Cúc. Loài này được Degen & Baldacci mô tả khoa học đầu tiên năm 1896.